# Discocleidion
Discocleidion é um género botânico pertencente à família Euphorbiaceae.

## Espécies
- Discocleidion glabrum
- Discocleidion rufescens
- Discocleidion ulmifolium

## Nome e referências
Discocleidion (Müll. Arg.) Pax & K. Hoffm.